# Orthotylus virens
Orthotylus virens is een wants uit de familie van de blindwantsen (Miridae). De soort werd het eerst wetenschappelijk beschreven door Carl Fredrik Fallén in 1807.

## Uiterlijk
De redelijk langwerpige wants heeft als volwassen dier volledige vleugels en kan 5 tot 5,5 mm lang worden.
Zowel het mannetje als het vrouwtje is langwerpig, het mannetje is echter iets maller.
Het mannetje is grotendeels groen met een zwarte vlek midden op de kop en geel bij de ogen. Het eerste deel van het halsschild is bij de mannetjes zwart,
net als het gehele of soms gedeeltelijke scutellum. De antennes zijn ook zwart, de pootjes hebben groene dijen en donkere schenen.
Het vrouwtje is ook grotendeels groen maar de kop is geel of groen, net als het scutellum, de pootjes en de antennes.

## Leefwijze
De volwassen dieren kunnen in juni en juli langs bosranden aangetroffen worden op laurierwilg (Salix pentandra) in Nederland zijn ze voornamelijk
op kraakwilg (Salix fragilis) te vinden. Er is een enkele generatie in het jaar en ze overwinteren als eitje.

## Leefgebied
In Nederland is de soort zeer zeldzaam. Het leefgebied is Palearctisch van Europa tot west-Siberië in Azië.